# CRUISE (음반)
《CRUISE》(크루즈)는 일본의 여가수 나카모리 아키나(中森明菜)의 14번째 정규 음반으로 1989년 7월 25일에 발매하였다. (LP: 25L1-80, CT: 25L4-80, CD: 29L2-80, GOLD CD: 36L2-5103) 이 음반은 수록된 싱글인 〈LIAR〉와 같이 로스트 러브(Lost love) 위주의 곡들로 구성되어 있으며 예전에 나카모리가 내놓은 《Stock》과 마찬가지로 싱글 후보곡들을 추스려 재녹음한 음반이다. 그러나 발매하기 2주 전인 1989년 7월 11일, 나카모리가 연인인 곤도 마사히코와의 치정관계로 자살 미수를 시도하였기 때문에 이 음반으로는 별다른 활동을 하지 않은 채 이듬해인 1990년에 새 싱글 〈Dear Friend〉로 복귀하였다.
1989년 8월 7일, 오리콘 주간 앨범 차트에 처음으로 진입, 1위를 달성하였다. 그 다음주인 8월 21일까지 3주 연속 1위를 달성, 차트 톱100에 14주간 올라와있었으며 1989년 연간 앨범 차트 31위를 기록하였다. 또한 이 음반이 그녀가 현재까지 오리콘 차트 정상을 처지한 마지막 음반이었고 나카모리는 이로써 1982년 데뷔한 이래 1989년까지 총 8년 연속 앨범 차트 1위를 차지한 최초의 가수가 되었다.

## 수록곡
| #            | 제목                                                                      | 작사            | 작곡              | 편곡            | 재생 시간 |
| ------------ | ------------------------------------------------------------------------- | --------------- | ----------------- | --------------- | --------- |
| 1.           | 〈〈URAGIRI〉〉                                                           | 마츠모토 잇키   | 이노우에 다이스케 | 다케베 사토시   | 4:45      |
| 2.           | 〈〈붉은 미스터리〉(赤い不思議 아카이미스테리[*])〉                       | 코사카 아키코   | 코사카 아키코     | 시이나 카즈오   | 3:46      |
| 3.           | 〈〈안녕, 끝나지 않은〉(さよならじゃ終わらない 사요나라자오와라나이[*])〉 | 마츠이 고로     | 다마키 고지       | 다케베 사토시   | 3:41      |
| 4.           | 〈〈LIAR〉〉                                                              | 시라미네 미츠코 | 이즈미 카즈야     | 니시히라 아키라 | 4:32      |
| 5.           | 〈〈난화〉(乱火 란카[*])〉                                                | 오오츠 아키라   | 스즈키 키사부로   | 마카이노 코지   | 4:28      |
| 6.           | 〈〈Close Your Eyes〉〉                                                   | 아리카와 마사코 | Osny S. Melo      | 나카무라 사토시 | 3:36      |
| 7.           | 〈〈Standing in Blue〉〉                                                  | Show            | Osny S. Melo      | 나카무라 사토시 | 5:31      |
| 8.           | 〈〈바람은 하늘의 저편〉(風は空の彼方 가제와소라노카나타[*])〉            | Qumico Fucci    | Nick Wood         | 니시히라 아키라 | 4:37      |
| 9.           | 〈〈SINGER〉〉                                                            | Show            | Osny S. Melo      | 나카무라 사토시 | 4:29      |
| 10.          | 〈〈비가 왔었어…〉(雨が降ってた… 아메가훗테타[*])〉                       | 이와사토 유호   | 우에다 치카       | 와카쿠사 케이   | 5:05      |
| 총 재생 시간 | 총 재생 시간                                                              | 총 재생 시간    | 총 재생 시간      | 총 재생 시간    | 44:30     |